# فرودگاه هنری ئی. رولسن
فرودگاه هنری ئی. رولسن (به انگلیسی: Henry E. Rohlsen Airport) یک فرودگاه همگانی بهره‌برداری هوایی با کد یاتا STX است که یک باند فرود آسفالت دارد. این فرودگاه در کشور ایالات متحده آمریکا قرار دارد.

## شرکت‌های هواپیمایی و مقصدهای پروازی
| شرکت‌های هواپیمایی                          | مقصدهای پروازی |
| ------------------------------------------ | --- |
| امریکن ایرلاینز                            | فرودگاه بین‌المللی میامی فصلی: فرودگاه بین‌المللی شارلوت داگلاس |
| کیپ ایر                                    | فرودگاه سیرل گری کینگ، فرودگاه بین‌المللی لوئیز مونز مارین، فرودگاه انتونیو ریویرا رودریگز |
| کوستال ایر                                 | فرودگاه کنفیلد، فرودگاه بین‌المللی ونس و. آموری، فرودگاه فرانکلین دلانو روزولت |
| دلتا ایرلاینز                              | فصلی: فرودگاه بین‌المللی هارتسفیلد-جکسون آتلانتا |
| Hummingbird Air                            | فرودگاه کنفیلد، فرودگاه بین‌المللی رابرت ل. بریدشو، فرودگاه جرج واین گارتنر ال چارلز، فرودگاه سیرل گری کینگ (همگی تعلیق شده‌اند) فصلی: فرودگاه بین‌المللی پرینسس جولیانا، فرودگاه بین‌المللی ترانس بی. لتسام (همگی تعلیق شده‌اند) |
| جت‌بلو                                      | فرودگاه بین‌المللی لوئیز مونز مارین |
| LIAT                                       | فرودگاه بین‌المللی و. س. برد، فرودگاه بین‌المللی پرینسس جولیانا |
| نروژین ایر شاتل اجرا توسط نروجین لانگ هاول | فرودگاه کپنهاگ |
| سیبورن ایرلاینز                            | فرودگاه بین‌المللی لوئیز مونز مارین، فرودگاه سیرل گری کینگ |
| Sea Flight Airlines                        | فرودگاه سیرل گری کینگ |